# Thomas Christian Kavanagh
Thomas Christian Kavanagh (Nova Iorque, 17 de agosto de 1912 – 23 de maio de 1978) foi um engenheiro civil estadunidense. Foi membro fundador da Academia Nacional de Engenharia dos Estados Unidos, servindo como seu primeiro tesoureiro no período 1964–1974.